# جيروم أونغان
جيروم أونغان هو لاعب كرة قدم كاميروني يلعب في مركز الدفاع في نادي ريد بل سالزبورغ.